# Королёва, Наталья Ивановна
Наталья Ивановна Королёва (5 сентября 1901, Симферополь — 10 ноября 1988, Симферополь) — советский педиатр, курортолог и клиницист. Доктор медицинских наук (1953), профессор (1954).
В течение двадцати двух лет руководила кафедрой госпитальной педиатрии Крымского медицинского института (1955—1977).

## Биография
Родилась 5 сентября 1901 года в Симферополе.
Окончила Крымский университет имени М. В. Фрунзе (1925). В течение десяти лет работала педиатром в Симферополе.
В 1935 году получила должность ассистента в Крымском медицинском институте. В 1945 году стала кандидатом наук, защитив диссертацию «К вопросу клиники ревматизма у детей». Научным руководителем выступил доктор медицинских наук, профессор Герберт Стукс.
В 1947 году возглавила кафедру пропедевтики детских болезней. В 1954 году защитила докторскую диссертацию «Материалы по клинике и лечению ревматизма у детей в Крыму». С 1955 года — заведующая новообразованной кафедры госпитальной педиатрии, которой руководила на протяжении 22 лет.
Королёва основала Крымское общество детских врачей. Являлась почётным членом евпаторийского научного Общества физиотерапевтов и курортологов.
Скончалась 10 ноября 1988 года Симферополе.

### Семья
Сын, Виталий Александрович Королёв (род. 1931), гистолог и эмбриолог.

## Научная деятельность
Занималась изучением детского ревматизма и его лечения с помощью бальнеотерапии. Разрабатывала методики лечения ревматизма у детей на евпаторийском курорте. Комплексно изучала ревматоидный артрит. Предположила наличие начальных симптомов ревматизма — потери сознания, судороги и менингеального синдрома. Подробно описала поражение лёгких, почек и глаз.
Королёву называют одним из создателей детской курортологии Крыма. Участвовала в создании первого на территории СССР специализированного детского санатория «Здравница» в Евпатории и ревматологических детских отделений в ряде санаториев полуострова.
Автор более 100 научных статей и 2 монографий. Под её руководством успешно прошли защиту 17 кандидатов и 5 докторов наук

### Некоторые работы
- К вопросу о целесообразности направления детей-ревматиков в санаторный пионерский лагерь «Артек» // Педиатрия. 1950. № 5;
- Хронические инфекционные полиартриты невыясненной этиологии у детей и их санаторно-курортное лечение. М.: Медгиз, 1958. 136 с. (в соавторстве с Т. Н. Евтушенко).
- Санаторно-курортное лечение детей. Москва, 1966.

## Награды и звания
- Значок «Отличнику здравоохранения»[1]
- Золотая медаль ВДНХ[1]
- Почётное звание «Заслуженный работник Высшей школы»[1]